# ドミートリー・トルビンスキー
ドミートリー・トルビンスキー（Dmitri TORBINSKI, ロシア語: Дмитрий Евгеньевич Торбинский, 1984年4月28日 - ）は、ロシアのサッカー選手。元ロシア代表。ポジションはミッドフィールダー。

## 経歴

### クラブ
元々は、フットサルでプレーしていた選手でトリッキーな動きが売り。FCスパルタク・モスクワのアカデミー加入後、本格的にサッカーを始める。2002年、トップチームに昇格。翌年も出場機会は少ないながらも、そこそこの活躍をしたが、2004年は怪我でほぼ1年を棒に振った。2005年、FCスパルタク・チェリャビンスクで1年間のレンタルでレギュラーを勝ち取ると、2006年に復帰をする。しかし、復帰後も、怪我が多く、コンスタントに活躍することができなかった。2007年12月、スパルタクとの契約が満了し、FCロコモティフ・モスクワに加入することになった。

### 代表
A代表では、2007年3月24日のエストニア戦でデビュー。EURO2008で活躍し、一躍世界に名前を知らしめた。対オランダ戦では、アンドレイ・アルシャヴィンからのクロスをギリギリでポストを避けながら決勝ゴール押し込んだ。
その後はしばらく代表から遠ざかり、相手サポーターが物を投げ入れるなどして妨害し没収試合となった、UEFA EURO 2016予選・モンテネグロ戦での途中出場のみに終わったが、UEFA EURO 2016では、中足骨の骨折で離脱したアラン・ジャゴエフの代替選手としてエントリーされた。背番号は「20」。なお、当初ジャゴエフが着ける予定だった背番号「10」はフョードル・スモロフが着けることとなった。

## 人物
- 2008年11月29日、現在の妻であるエフジェニアと結婚した。結婚式には、親交の深いディニャル・ビリャレトディノフ、ドミトリ・シチェフ、ラドスラフ・コヴァーチなどを招待し、盛大に行われた。2009年7月8日には息子のアルテムが誕生した。

## 所属クラブ
- FCスパルタク・モスクワ 2001-2007

→ FCスパルタク・チェリャビンスク (loan) 2005
- FCロコモティフ・モスクワ 2008-2013
- FCルビン・カザン 2013-2014
- FCロストフ 2014-2015
- FCクラスノダール 2015-2017
- パフォスFC 2018
- FCバルチカ・カリーニングラード 2018
- FKエニセイ・クラスノヤルスク 2018-

## 個人成績
| クラブ                         | シーズン | ディヴィジョン | リーグ | リーグ | リーグ   | カップ | カップ | カップ   | 欧州カップ戦 | 欧州カップ戦 | 欧州カップ戦 | 合計 | 合計 | 合計     |
| クラブ                         | シーズン | ディヴィジョン | 試合   | 得点   | アシスト | 試合   | 得点   | アシスト | 試合         | 得点         | アシスト     | 試合 | 得点 | アシスト |
| ------------------------------ | -------- | -------------- | ------ | ------ | -------- | ------ | ------ | -------- | ------------ | ------------ | ------------ | ---- | ---- | -------- |
| FCスパルタク・モスクワ         | 2002     | プレミア       | 3      | 0      | 0        | 1      | 0      | 0        | 2            | 0            | 0            | 6    | 0    | 0        |
| FCスパルタク・モスクワ         | 2003     | プレミア       | 3      | 0      | 0        | 2      | 0      | 0        | 2            | 0            | 0            | 7    | 0    | 0        |
| FCスパルタク・モスクワ         | 2004     | プレミア       | 0      | 0      | 0        | 1      | 0      | 0        | 0            | 0            | 0            | 1    | 0    | 0        |
| FCスパルタク・チェリャビンスク | 2005     | 1部            | 24     | 4      | 0        | 1      | 0      | 0        | 0            | 0            | 0            | 25   | 4    | 0        |
| FCスパルタク・モスクワ         | 2006     | プレミア       | 13     | 0      | 0        | 7      | 0      | 0        | 3            | 0            | 0            | 23   | 0    | 0        |
| FCスパルタク・モスクワ         | 2007     | プレミア       | 24     | 3      | 7        | 1      | 1      | 0        | 4            | 0            | 0            | 29   | 4    | 7        |
| FCロコモティフ・モスクワ       | 2008     | プレミア       | 20     | 3      | 2        | 1      | 0      | 0        | 0            | 0            | 0            | 21   | 3    | 2        |
| FCロコモティフ・モスクワ       | 2009     | プレミア       | 7      | 0      | 2        | 0      | 0      | 0        | 0            | 0            | 0            | 7    | 0    | 2        |
| Total                          | -        | -              | 94     | 10     | 11       | 14     | 1      | 0        | 11           | 0            | 0            | 119  | 11   | 11       |

### 代表での得点
| #  | 開催年月日    | 開催地   | 対戦国       | 勝敗  | 試合概要       |
| -- | ------------- | -------- | ------------ | ----- | -------------- |
| 1. | 2008年5月23日 | モスクワ | カザフスタン | ○ 6-0 | 親善試合       |
| 2. | 2008年6月21日 | バーゼル | オランダ     | ○ 3-1 | UEFA EURO 2008 |

## 獲得タイトル
- FCスパルタク・モスクワ
  - ロシア・カップ：1 (2003)